# Частотницька ймовірність

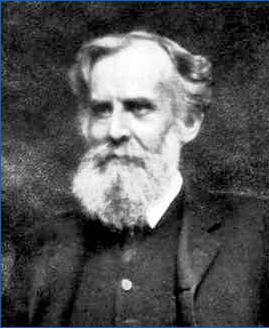
Джон Венн

Часто́тницька ймові́рність (англ. frequentist probability), або часто́тництво (англ. frequentism) — це одна з інтерпретацій імовірності, вона означує ймовірність події як границю її відносної частоти в багатьох спробах. Ймовірності можливо знаходити (в принципі) шляхом повторюваного об'єктивного процесу (і вони відтак є ідеально позбавленими особистої думки). Ця інтерпретація підтримує статистичні потреби багатьох науковців-експериментаторів та опитувачів. Проте вона не підтримує всіх потреб: гравці в азартні ігри зазвичай потребують оцінок шансів без експериментування.
Розвиток частотницького викладу був умотивований задачами й парадоксами точки зору, яка домінувала до того, класичної інтерпретації. У класичній інтерпретації ймовірність було означено в термінах принципу байдужості, ґрунтованого на природній симетрії задачі, так, наприклад, ймовірності ігор з гральним кубиком випливають із природної симетричної 6-бічності цього кубика. Ця класична інтерпретація затиналася на будь-якій статистичній задачі, яка не має природної симетрії, з якої можливо було би робити висновки.

## Означення
В частотницькій інтерпретації, ймовірності обговорюють лише коли мають справу з добре визначеними стохастичними експериментами (або випадковими вибірками). Множину всіх можливих результатів стохастичного експерименту називають вибірковим простором експерименту. Подію означують як певну підмножину вибіркового простору, що треба розглядати. Для будь-якої події може справджуватися лише одна з двох можливостей: вона або трапляється, або ні. Відносна частота трапляння події, спостережувана в ряді повторень експерименту, є мірою ймові́рності (англ. probability) цієї події. В цьому полягає ключова концепція ймовірності в частотницькій інтерпретації.
Частотницький підхід претендує, що зі збільшенням числа проб зміна у відносній імовірності зменшуватиметься. Отже, можливо розглядати ймовірність як граничне значення відповідних відносних частот.

## Область застосування
Частотницька інтерпретація — це філософський підхід до визначення та використання ймовірностей, він є одним із декількох таких підходів. Він не претендує на охоплення всіх відтінків поняття «ймовірне» в розмовній лексиці природних мов.
Як інтерпретація, він не суперечить математичній аксіоматизації теорії ймовірностей, він, скоріше, дає настанови, як застосовувати математичну теорію ймовірностей до ситуацій реального світу. Він пропонує чіткі настанови для побудови та планування практичних експериментів, особливо на противагу баєсовій інтерпретації. Щодо того, чи є ці настанови корисними, чи ж вони є схильними до неправильної інтерпретації, виникали суперечки. Зокрема, коли частотну інтерпретацію ймовірності помилково вважають єдиною можливою основою для частотницького висновування. Так, наприклад, перелік хибних інтерпретацій значення p-значень супроводжує статтю про p-значення, суперечності докладно розглядають у статті про перевірку статистичних гіпотез. Парадокс Джеффріса — Ліндлі показує, як різні інтерпретації, застосовані до одного й того ж набору даних, можуть призводити до різних висновків про «статистичну значущість» результату.[джерело?]
Як зауважив Вільям Феллер,
В нашій системі не існує місця для спекуляцій щодо ймовірності того, що сонце завтра зійде. Перед тим, як говорити про це, ми повинні дійти згоди щодо (ідеалізованої) моделі, яка приблизно відповідатиме «з нескінченно великої кількості слів одне обирається випадково...» Для побудови такої моделі знадобиться небагато уяви, але це виглядає як нецікавим, так і безглуздим.Оригінальний текст (англ.)
There is no place in our system for speculations concerning the probability that the sun will rise tomorrow. Before speaking of it we should have to agree on an (idealized) model which would presumably run along the lines "out of infinitely many worlds one is selected at random..." Little imagination is required to construct such a model, but it appears both uninteresting and meaningless.
Коментар Феллера був критикою Лапласа, який опублікував розв'язок задачі про схід сонця з використанням альтернативної інтерпретації ймовірності. Незважаючи на Лапласове явне та негайне відречення в цьому джерелі на основі досвіду як в астрономії так і в імовірності, послідувало два сторіччя критики.

## Історія
Частотницький підхід могло бути провіщено Арістотелем у «Риториці», де він писав:
ймовірне — це те, що трапляється здебільшогоОригінальний текст (гр.)
Πιθανό είναι αυτό που συμβαίνει συνήθως
1837 року Пуассон чітко розмежував об'єктивні та суб'єктивні ймовірності. Невдовзі потому шквалом майже одночасних публікацій Мілля, Елліса («Про засади теорії ймовірностей» та «Зауваження про фундаментальні принципи теорії ймовірностей»), Курно («Представлення теорії шансів та імовірностей») та Фріза було представлено частотницький погляд. Докладне представлення двома десятиріччями потому виклав Венн («Логіка випадку: Есе про засади та сферу теорії ймовірності», опубліковане в редакціях 1866, 1876 та 1888 років). Їх було пізніше підтримано публікаціями Буля та Бертрана. До завершення XIX сторіччя частотницька інтерпретація була добре усталеною й, можливо, домінувала в науках. Наступне покоління заклало інструменти класичної висновувальної статистики (перевірка значущості, перевірка гіпотез та довірчі проміжки), що всі ґрунтувалися на частотницькій імовірності.
Паралельно, Якоб Бернуллі (відомий також як Джеймс та Жак) осмислив поняття частотної ймовірності та опублікував критичне доведення (слабкий закон великих чисел) посмертно 1713 року. Йому також приписують певні заслуги за суб'єктивну ймовірність (до та без теореми Баєса). Гаусс та Лаплас використовували частотницьку (та інші) ймовірності у виведеннях методу найменших квадратів сторіччям пізніше, за покоління до Пуассона. Лаплас розглядав імовірності свідчень, таблиць смертності, свідчень трибуналів тощо, які заледве є кандидатами для класичної ймовірності. З цього  погляду, внеском Пуассона була його гостра критика альтернативної «зворотної» (суб'єктивної, баєсової) інтерпретації ймовірності. Будь-яка критика від Гаусса та Лапласа була приглушеною та неявною. (Їхні пізніші виведення не використовували зворотної ймовірності.)
До тих, хто зробив найбільший внесок до «класичної» статистики початку XX сторіччя, належать Фішер, Нейман та Пірсон. Фішер зробив внесок до більшості статистики, й зробив перевірку значущості ядром експериментальної науки; Нейман сформулював довірчі проміжки та зробив великий внесок до теорії вибірки; Нейман та Пірсон напару створили перевірку гіпотез. Всі вони цінували об'єктивність, тож найкращою доступною для них інтерпретацією ймовірності була частотницька. Всі вони ставилися з підозрою до «зворотної ймовірності» (доступної альтернативи) з апріорними ймовірностями, обраними за допомогою застосування принципу байдужості. Фішер казав, «... теорія зворотної ймовірності ґрунтується на помилці,[посилання на теорему Баєса] і її мусить бути повністю відкинуто.» (з його книги «Statistical Methods for Research Workers»). В той час як Нейман був чистим частотником, Фішерові погляди на ймовірність були унікальними; обидва мали уточнені погляди на ймовірність. Фон Мізес запропонував поєднання математичної та філософської підтримки частотництва тієї епохи.

## Етимологія
Згідно з «Оксфордським словником англійської мови», термін «частотницький» (англ. frequentist) було вперше використано Морісом Кендаллом 1949 року, на противагу до баєсівців, яких він називав «не-частотниками» (англ. non-frequentists). Він зазначив, що
3. ... ми можемо виділити в цілому два основні ставлення. Одне розглядає ймовірність як «міру раціонального переконання», або якусь подібну ідею ... друге означує ймовірність в термінах частот трапляння подій, або через відносні пропорції в «сукупностях» або «зібраннях»; (с. 101)

...
12. Можна було би подумати, що відмінності між частотниками та не-частотниками (якщо мені можна їх так називати) існують здебільшого через відмінності предметних областей, які вони претендують охоплювати. (с. 104)
...
Я стверджую, що це не так ... Суттєвою відмінністю між частотниками та не частотниками, на мою думку, є те, що останні, в намаганні уникати будь чого, що мало би присмак особистої точки зору, прагнуть означувати ймовірність в термінах об'єктивних властивостей сукупності, реальних чи гіпотетичних, тоді як перші — ні. [виділення оригіналу]Оригінальний текст (англ.)
[3....we may broadly distinguish two main attitudes. One takes probability as 'a degree of rational belief', or some similar idea...the second defines probability in terms of frequencies of occurrence of events, or by relative proportions in 'populations' or 'collectives'; (p. 101)
...
12. It might be thought that the differences between the frequentists and the non-frequentists (if I may call them such) are largely due to the differences of the domains which they purport to cover. (p. 104)
...
I assert that this is not so ... The essential distinction between the frequentists and the non-frequentists is, I think, that the former, in an effort to avoid anything savouring of matters of opinion, seek to define probability in terms of the objective properties of a population, real or hypothetical, whereas the latter do not.] Помилка: [undefined] Помилка: {{Lang}}: немає тексту (допомога): текст вже має курсивний шрифт (допомога)
Термін «Частотна теорія ймовірності» (англ. The Frequency Theory of Probability) було використано поколінням раніше, як назву глави в Кейнса (1921).
Історична послідовність: було запроваджено поняття теорії ймовірності та виведено більшість її математики (до XX сторіччя), було розроблено класичні методи статистичного висновування, було викристалізовано математичні основи теорії ймовірності та запроваджено сучасну термінологію (все в XX сторіччі). Первинні історичні джерела з теорії ймовірності та статистики не використовували сучасну термінологію класичної, суб'єктивної (баєсової) та частотницької ймовірності.

## Альтернативні погляди
Теорія ймовірності є однією з галузей математики. І хоча її корені сягають сторіч у минулому, вона досягла достиглості з аксіомами Андрія Колмогорова 1933 року. Ця теорія зосереджується на чинних операціях на значеннях імовірності, а не на початковому призначуванні цих значень; ця математика великою мірою не залежить від якої б то не було інтерпретації ймовірності.
Застосування та інтерпретації ймовірності розглядають філософія, науки та статистика. Всі вони зацікавлені в добуванні знань зі спостережень — індуктивному обмірковуванні. Існує спектр конкурентних інтерпретацій, і всі вони мають проблеми. Частотницька інтерпретація не розв'язує ускладнення класичної інтерпретації, такі як будь-яка задача, в якій природна симетрія виходів не є відомою. Вона не звертається й до інших проблем, таких як голландська система ставок.
- Класична ймовірність призначує ймовірності на основі фізичної ідеалізованої симетрії (гральних кубиків, монет, гральних карт). Це класичне означення загрожує ризиком порочного кола: імовірності визначають, виходячи з припущення про рівність імовірностей.[19] За відсутності симетрії корисність цього означення є обмеженою.
- Суб'єктивна (баєсова) ймовірність (сімейство конкурентних інтерпретацій) розглядає міри переконання. Всі практичні інтерпретації «суб'єктивної» ймовірності є обмеженими раціональністю настільки, щоби уникати більшості суб'єктивності. Справжня суб'єктивність є непривабливою для деяких означень науки, яка прагне результатів, не залежних від спостерігача чи аналітика.[джерело?] Інші застосування баєсівства в науці (наприклад, логічне баєсівство) охоплюють властиву суб'єктивність багатьох наукових досліджень та об'єктів, та використовують баєсове обмірковування для встановлення меж та контексту впливу суб'єктивностей на весь аналіз.[20] Історичні корені цієї концепції простягаються до таких нечислових застосувань, як юридичні докази.
- Схильнісна ймовірність[en] розглядає ймовірність як причинне явище, а не як чисто описове чи суб'єктивне.[18]